# Okimuraites
Okimuraites es un género de foraminífero bentónico normalmente considerado un subgénero de Hemigordius, es decir, Hemigordius (Okimuraites) de la subfamilia Hemigordiopsinae, de la familia Hemigordiopsidae, de la superfamilia Cornuspiroidea, del suborden Miliolina y del orden Miliolida. Su especie tipo es Hemigordius guvenci. Su rango cronoestratigráfico abarca el Lopingiense (Pérmico superior).

## Clasificación
Okimuraites incluye a la siguiente especie:
- Okimuraites guvenci †, también considerado como Hemigordius (Okimuraites) guvenci †